# Yakarta Meridional
Yakarta Meridional (Jakarta Selatan en indonesio) es una de las ciudades (kotamadya) de Yakarta. Es las más grande de las cinco ciudades de Yakarta.
Yakarta administrativamente es una provincia, dividida en cinco ciudades.
Yakarta Meridional limita con Yakarta Central al norte, Yakarta Oriental por el este, Depok al sur, Yakarta Occidental por el noroeste y Tangerang por el oeste.
Es la ciudad más rica de la provincia de Yakarta.

## Subdistritos
Yakarta Meridional está dividida en 10 subdistritos (Kecamatan):
- Kebayoran Baru
- Kebayoran Lama
- Pesanggrahan
- Cilandak
- Pasar Minggu
- Jagakarsa
- Mampang Prapatan
- Pancoran
- Tebet
- Setiabudi